# Симон (Тодорський)
Архієпископ Симон (в миру Симеон Федорович Теодо́рський; 1700, Золотоноша — †22 лютого 1754, Псков) — єпископ синодальної Російської православної церкви, архієпископ Псковський, Ізборзький та Нарвський. Богослов, перекладач та проповідник, законовчитель Петра III та Катерини II.

## Життєпис
Навчався у Києво-Могилянській академії (1718–1727), потім жив у Ревелі (Латвія), далі вищу освіту отримав у Німеччині в Галльському університеті.
Є інформація, що він також навчався у Єнському університеті (Німеччина).
Був близький до пієтистів. У Галі переклав з німецької «Книжку про істинне християнство» Йогана Арндта (англ. Johann Arndt) та «Вчення про початок християнського життя» Анастасія Проповідника. Книги вийшли друком в Галлі (1735), однак у Москвії переклад Арндта був заборонений царицею Єлизаветою у 1743, незважаючи на те, що він на той час був членом Синоду та придворним проповідником. Роль перекладу Тодоровського у становленні російської філософії відзначав В.В. Зеньковський.
Перекладав вірші.

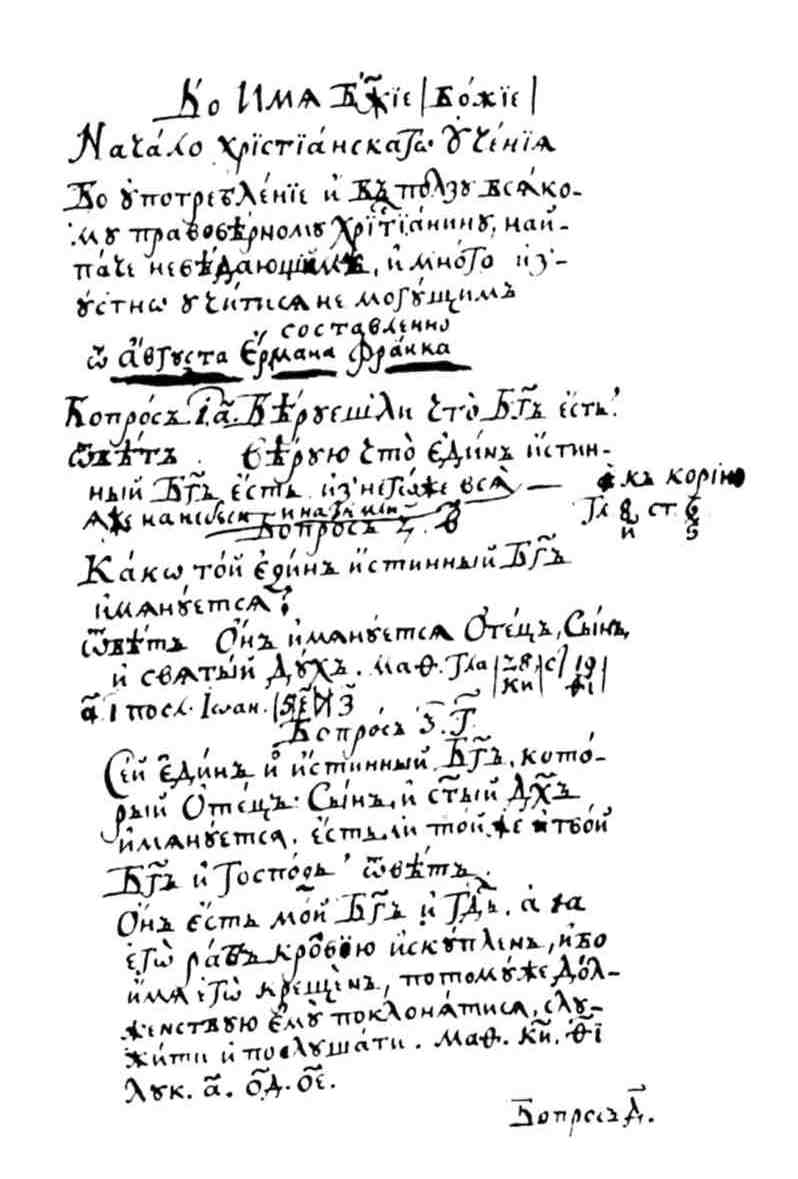
Автограф Симона Тодорського. Рукопис перекладу «Катехизиса» А. Г. Франке.

Після Галле працює «з єзуїтами на різних місцях», потім викладав грецьку у Белграді.
1738 — приїхав до Києва і почав викладати у Києво-Могилянській академії грецьку, давньоєврейську та німецьку мови (перший систематичний викладач цих дисциплін); за оцінкою протоієрея Георгія Флоровського — «великий знавець мов грецької та східних, учень знаменитого Міхаеліса (англ. Johann David Michaelis)».
17 травня 1740 — пострижений в чернецтво (із збереженням імені) і отримав посаду катехизатора.
1742 — викликаний наказом Єлизавети до двора і призначений законовчителем та вихователем наступника, Карла Петера Гольштейн-Готторпського (майбутнього Імператора Петра ІІІ. Після переходу Петра ІІІ до православ'я Симон залишався його духівником, а з 1744 був вихователем та духівником його нареченої — Софії Фредерики Цербської, майбутньої Імператриці Катерини ІІ.
1743 — архімандрит Іпатіївського монастиря у Костромі, член Синоду.
1745 — рукопокладений в єпископа Костромського та Галицького, однак працював на цих посадах заочно, при дворі. За п'ять місяців формально переведений на Псковську та Нарвську катедру, залишаючись у Петербурзі. Збільшив витрати на утримання семінаристів у Псковській духовній семінарії.
1748 — зведений в сан архімандрита.
1749 — звільнений від обов'язків духівника.
Брав участь у підготовці церковнослов'янського перекладу Біблії, який досі в ужитку (Єлизаветинська Біблія 1751).
Помер 22 лютого 1754 у Пскові. Похований у Псковському Троїцькому соборі, на нижньому поверсі у східному відділенні усипальниці.

## Видані праці
Переклади

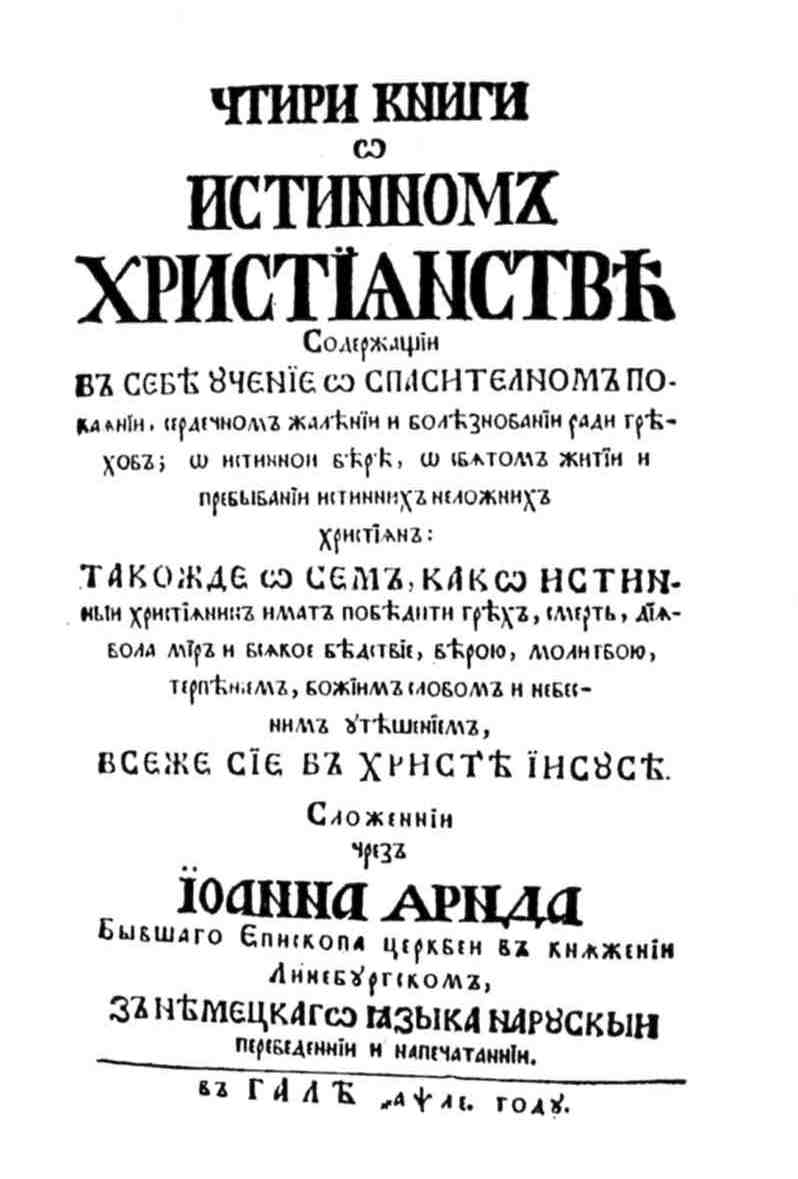
Переклад книги Іоанна Арндта, в Галлі, 1735.

- Іоанн Арндт (англ. Johann Arndt[en]). Чотири книжки про істинне християнство. Галле, 1735.
- Анастасій Проповідник. Настановлення до істинного пізнання та рятувального використання Страждань та смерті Господа та Спасителя нашого Ісуса Христа. Галле, 1735.
- Август Франке. Початок християнського вчення. Галле, 1735.
- П'ять обраних псалмів царюючого пророка Давида із піснями похвалами двох церковних вчителів Амвросія та Августина. Галле, 1730-е.

Проповіді
- «Слово на Благовіщення Пресвятої Богородиці» 25 березня 1741 р., «Слово на Воскресіння Христове» 29 березня 1741 р., «Слово на день живоначальния Троїці» 17 березня 1741 р. та «Слово, проповідане в обителі Видубицькій» 6 вересня 1741 р.

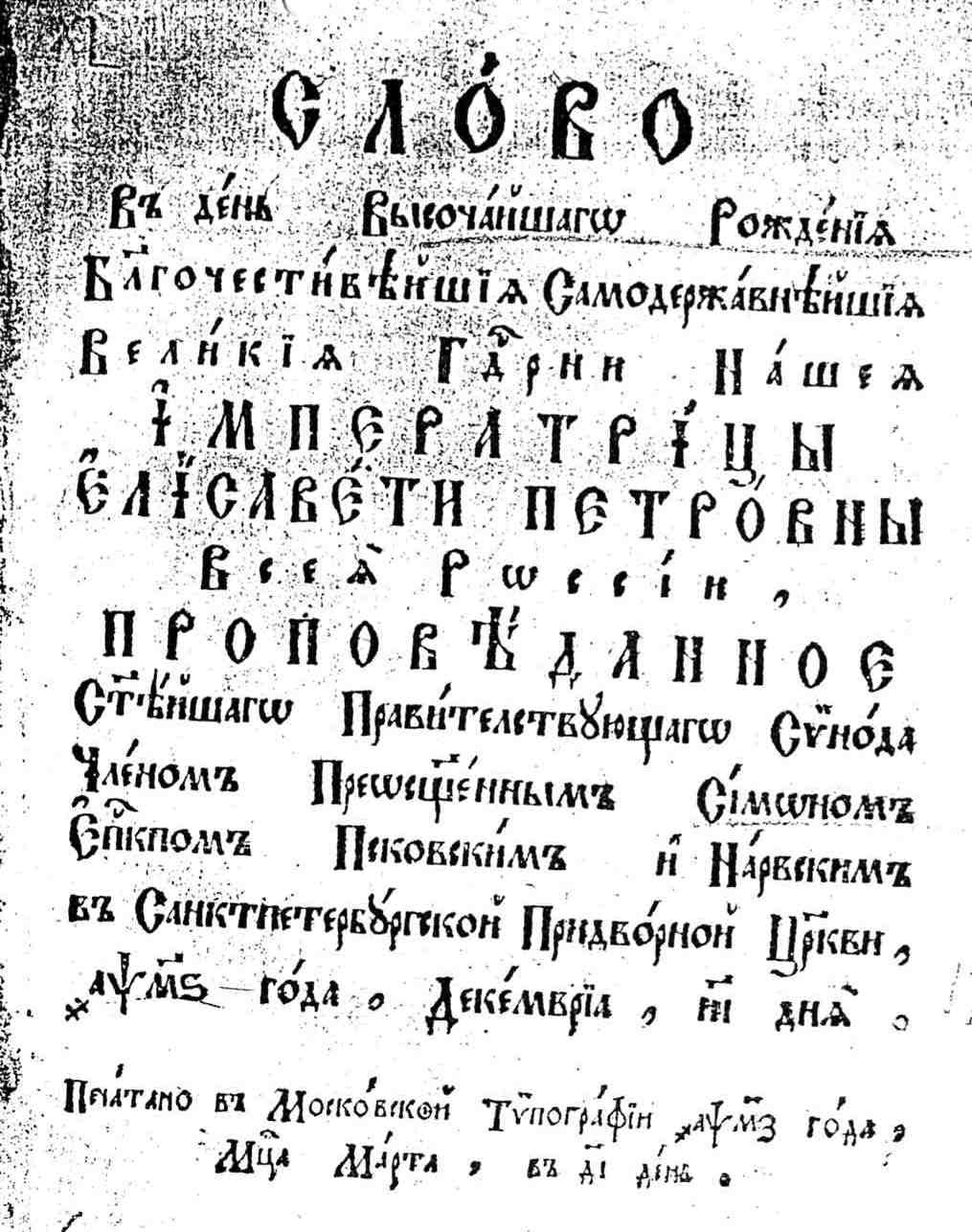
«Слово на день народження Єлизавети» 1746 г.

- «Слово на день народження Петра Федоровича» 10 лютого 1743 г. Санкт-Петербург, Друкарня Академії наук; видання з коментарем: Кислова Е. И. «Слово на день народження Петра Федоровича» Симона Тодорського // Acta Philologica, 2007, № 1, с. 308—335.
- «Боже особливе благословення» (слово на шлюб Петра Федоровича та Катерини Олексіївни) серпня 1745 г.). Москва, Синодальна друкарня; Санкт-Петерубрг, Друкарня Академії наук.
- «Слово на день народження Єлизавети» 1746 г.«Слово на день народження Єлизавети Петрівни» 18 грудня 1746 р. Москва, Синодальна друкарня.
- «Слово на день приходу на престол» 25 листопада 1747 г. Москва, Синодальна типографія, 1748.

Переписка Симона (на грецькій, латинській та німецькій мовах зберігається у відділі рукописів та давніх книг Псковського державного музею-заповідника [Архівовано 4 березня 2016 у Wayback Machine.] (Ф. 140 од. збер. Х ст. — сер. XVIII ст.).
Бібліотека, зібрана Симоном, була передана Псковському Архієрейському дому, із якого у 1817 поступила до Псковської семінарії і тепер 55 видань на латинській, грецькій, арабській, давньоєврейській та німецькій мовах та кілька рукописних книжок зберігаються в архівах Псковського державного музею-заповідника.

### Приклад поетичного перекладу Тодорського
| нім. "Auf meinen lieben Gott...", Зігмунд Вайнгертнер (нім. Siegmund Weingärtner) | Переклад Симона Тодорського |
| нім. Auf meinen lieben Gott Trau ich in Angst und Noth: Er kann mich allzeit retten Aus Trübsal, Angst und Nöthen; Mein Unglük kann Er wenden, Steht all’s in seinen Händen. : Ob mich mein Sünd anficht, Will ich verzagen nicht; Auf Christum will ich bauen, Und Ihn allein vertrauen: Ihm thu ich mich ergeben Im Tod und auch im Leben. | Посредѣ зла многа, надѣюсь на Бога, онъ мене не оставитъ, от всѣхъ мя бѣдъ избавитъ. ниже дастъ мнѣ пропасти, все лежитъ въ его власти. Грѣхомъ искушаемъ, не отчаяваемъ есмъ, всю мою надѣю, въ Іисусѣ имѣю. ему хощу служити, живъ и мертвъ его быти. |

### Приклад тексту проповіді
Нынѣ воззри Россïе веселым лицем и обрадованною душею на Внука ПЕТРОВА сына Анны Петровны, воззри и благодари Бога твоего, наслѣдствïе ПЕТРОВО в пользу твою цѣло тебѣ сохранившаго. О нем же едва слышать мощно было, сего Божïими непостижимыми судьбами, и премудрым Всепресвѣтлѣйшïя правильныя Государыни твоея ЕЛИСАВЕТЫ промыслом, не токмо видѣти, но и превожделѣнный тебѣ день высокаго Его рожденïя свѣтло и всеторжественно праздновати сподоляешися.

Смотри, как дивно и коль красно процвѣтает праведный твой Монарх ПЕТР Первый, в ПЕТРѣ внукѣ своем! прочитывает репорты от гвардïи приносимыя, прочитывает письма от армïи присылаемыя, как же изрядно о репортах рассуждает, с каким смысленным любопытством о состоянии армïи вопрошает: удивитися потреба. Не ПЕТРОВОЙ ли се цвѣт, не Перьваго ли се ПЕТРА остроумïе, в Его Высочествѣ процвѣтает.

Рассуждает о иностранных государствах, о математических, физических и прочих ученïях таковому лицу приличных, о обученïи военном, о штатском поведенïи, с приличными всякой вещи резонами, не ПЕТРОВ ли се цвѣт, не Перьваго ли се ПЕТРА искусство в Его Высочествѣ процвѣтает.

 (Цит. по: Кислова Е. И. «Слово на день рождения Петра Фёдоровича» Симона Тодорского)